# Système XX/X0 de détermination sexuelle

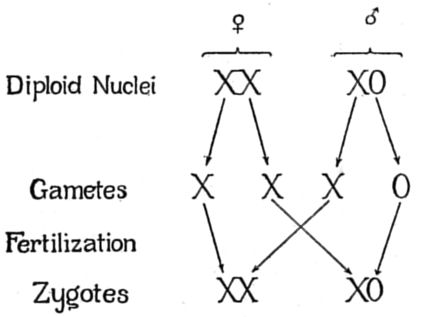
Le système X0 de détermination du sexe

Le système X0 de détermination du sexe est un système existant chez les sauterelles, les criquets, cafards et quelques autres espèces d'insectes pour la détermination du sexe de leur descendance. Dans ce système, il n'y a qu'un seul chromosome sexuel, appelé chromosome X. Les mâles ont un chromosome X (X0) alors que les femelles en ont deux (XX). Le zéro (parfois remplacé par la lettre O) correspond à l'absence du second chromosome X. Les gamètes maternels contiennent toujours un chromosome X ce qui fait que le sexe des descendants est déterminé par le mâle. Les spermatozoïdes contiennent soit un chromosome X, soit aucun.
Dans l'une des variantes de ce système, certaines espèces sont hermaphrodites avec deux chromosomes sexuels (XX) et mâles avec un seul chromosome (X0). L'organisme modèle Caenorhabditis elegans, un nématode fréquemment utilisée en recherche biologique, utilise un tel système.
Quelques espèces de drosophiles ont des mâles X0. Il est apparu après la perte du chromosome Y.

## Chez l'Humain
Chez l'être humain, le fait d'avoir seulement un chromosome X provoque le syndrome de Turner.